# Чернецов, Григорий Олегович
Григо́рий Оле́гович Чернецо́в (род. 1 июня 1989, Якутск) — российский оперный и эстрадный певец (баритон). Заслуженный артист Республики Саха (Якутия). Заслуженный артист Санкт-Петербурга (2024).

## Биография
Григорий Чернецов родился 1 июня 1989 года в Якутске. Имя получил в честь прадеда, известного историка-краеведа. Те, кто знает биографию Чернецова уверены, что ему музыкальные гены непременно передались по наследству. Ведь по линии мамы Людмилы Николаевны, в девичестве Поповой, в нескольких поколениях были священники, и многие родственники пели в церковном хоре. Отец Чернецова работал геологом, однако это не мешало ему писать стихи и исполнять песни под собственный аккомпанемент на гитаре.
До сегодняшнего дня в Якутии живёт мама вокалиста Людмила Николаевна. Женщина как и прежде занимается научной деятельностью. Там же живёт лучший друг детства Лева, который осуществил детскую мечту Григория и работает в Институте космофизики. Несмотря на то, что молодые люди достаточно разные, они до сих пор общаются.
В детские годы мальчик грезил о профессии конструктора или изобретателя. Однако точные науки и математика в частности в итоге показали, что этому так и суждено остаться мечтой.
В 2006 году окончил среднюю школу № 33. Пел в хоре мальчиков при президенте республики Саха (Якутия), а затем в эстрадном ансамбле, с которым много гастролировали по Якутии. Брал мастер–классы, занимался в детской школе искусств и музыкальном колледже.
В 2011 году окончил Санкт-Петербургскую государственную консерваторию им. Н. А. Римского-Корсакова где учился в классе знаменитого оперного певца, солиста Мариинского театра, Народного артиста РСФСР Юрия Марусина.
Лауреат престижных музыкальных конкурсов. Победитель VIII Международного конкурса молодых оперных певцов Елены Образцовой в Санкт-Петербурге в 2011 году и V Всероссийского конкурса молодых оперных вокалистов имени Надежды Обуховой в Липецке в 2012 году, также стал вторым на III Международном конкурсе молодых оперных певцов им. Максима Михайлова в Калуге (2013) и IX Международном конкурсе молодых оперных певцов им. Н. А. Римского-Корсакова в Тихвине (2015) а также IX Международном конкурсе молодых оперных певцов им. Н. А. Римского-Корсакова в Тихвине в 2015 году и IV конкурса вокалистов имени Лисициана во Владикавказе.
Помимо работы в театре Григорий с большим успехом штурмует эстрадную сцену. Участвует в праздничных концертных программах Санкт-Петербурга и не только, выступает во всех значимых мероприятиях на Дворцовой площади, в Ледовом Дворце, БКЗ «Октябрьский» и других площадках. Пел даже в ресторанах. Более того, по его признанию любит «эстрадную классику». Помимо классики артист также обожает эстрадный репертуар, с которым часто выступает вне стен Мариинского Театра. Муслим Магомаев, Валерий Ободзинский, Том Джонс и Элвис Пресли, исполнители XX века для артиста — это не устаревшая классика, а вечно живые поп-песни, которые ему по-своему дороги.
Григорий Чернецов был первым артистом, который выступил на первом бриге "Россия" в 2019 году. Это было знаменательное событие, которое запомнилось многим людям. Григорий исполнил песню «Синяя вечность», которая стала настоящим символом «Алых парусов». Эта песня, наполненная глубокими эмоциями и чувствами, отражает красоту и величие моря, а также символизирует надежду и свободу. Быть первым артистом, выступившим на первом бриге "Россия", - это большая честь и ответственность.
8 марта 2020 года состоялся сольный концерт Григория Чернецова «Город влюблённых» в Санкт-Петербурге в БКЗ «Октябрьский».
В 2021 году с Дмитрием Колеушко и Артёмом Мелиховым написал песню «Всё будет хорошо!».
24 декабря 2022 года в Санкт-Петербурге в БКЗ «Октябрьский» состоялся Рождественский концерт Григория Чернецова.
10 июля 2023 года Григорий Чернецов выступил на концерте «Мелодии белых ночей» на крыше БКЗ «Октябрьский».
22 декабря 2023 года в Санкт-Петербурге в БКЗ «Октябрьский» состоялся концерт Григория Чернецова «Падает снег...».
27 декабря 2024 года в БКЗ «Октябрьский» прошёл сольный концерт Григория Чернецова с праздничной программой под названием «Падает снег», посвящённой приближающемуся Новому году.

## Мариинский театр
В 2011–2024 годах был солистом Академии молодых оперных певцов Мариинского театра, на сцене которого дебютировал в 2012-м – в «Дон Карлосе». В сезоне 2014—2015 исполнил заглавную партию в опере «Евгений Онегин» на новой сцене Мариинского театра, в 2016 году — в операх «История Кая и Герды» и «Франческа да Римини». После этого началась подготовка к участию в знаменитой постановке «Кармен». В 2024 году вошёл в состав мариинской труппы.

## Фестивали
Григорий Олегович Является лауреатом многочисленных конкурсов и фестивалей.
2011 год, город Санкт-Петербург– Победил в VIII Международном конкурсе оперных певцов Образцовой Елены. Конкурс проводился исключительно для молодых исполнителей.
2012 год, город Липецк – занял первое место в V Всероссийском конкурсе для молодых оперных исполнителей, имени Надежды Обуховой.
2013 год, Калуга – второе место на Международном конкурсе имени Максима Михайлова.
2015 год, город Тихвин – IX Международный конкурс имени Н.А. Римского-Корсакова, для молодых оперных певцов. Исполнителю вручили премию за второе место.
2016 год, Владикавказ – IV Международный конкурс имени Лисициана для талантливых вокалистов.
Лауреат Международного фестиваля-конкурса «Надежды Европы-2007».
23-27 августа 2016 года в Каннах состоялся фестиваль российского искусства в котором принял участие Григорий Чернецов.
Участвовал в Московском Пасхальном фестивале (2012, 2013).
С 2020 года принимает участие в фестивале «Белые Ночи Санкт-Петербурга».
11 июня 2021 года с Диной Гариповой принял участие в Открытом всероссийском фестивале им. Т. Н. Хренникова в Ельце.
Участник фестиваля «Дым над водой».
Также Григорий выступал в Большом театре Женевы, Театре принца-регента в Мюнхене, в концертных залах России и Европы.